# Stylidium nonscandens
Stylidium nonscandens este o specie de plante dicotiledonate din genul Stylidium, familia Stylidiaceae, ordinul Asterales, descrisă de S. Carlquist. Conform Catalogue of Life specia Stylidium nonscandens nu are subspecii cunoscute.